# アレックス・パシュカヌ
アレックス・パシュカヌ（Alex Pașcanu、1998年9月28日 - ）は、ルーマニア・ブルラド出身のサッカー選手。FCラピド・ブカレスト所属。ポジションはディフェンダー。

## クラブ経歴
レスター・シティFCで育成され、同年代としてプレーした選手にはベン・チルウェルやハーヴィー・バーンズらがいた。
2019年8月30日、ルーマニアに復帰し、CFRクルジュと契約した。2020年1月27日、FCヴォルンタリにレンタル移籍をした。
2020年8月28日、セグンダ・ディビシオンに所属するSDポンフェラディーナに1シーズンの契約でレンタル移籍をした。9月20日のアルバセテ戦で移籍後初出場を果たすと、10月3日にはCDミランデス戦にて1-0での勝利となる決勝点を挙げ、移籍後初ゴールを記録した。2022年1月17日に完全移籍となった。2023年8月12日、スポルティング・デ・ヒホンにレンタル移籍した。
2024年7月29日、FCラピド・ブカレストに移籍した。